# Phyllopsora swinscowii
Phyllopsora swinscowii är en lavart som beskrevs av Timdal & Krog. Phyllopsora swinscowii ingår i släktet Phyllopsora och familjen Ramalinaceae.   Inga underarter finns listade i Catalogue of Life.